# Munții Agrafa
Munții Agrafa reprezintă un sector al munților Pindului. Localizat în partea centrală a Greciei, masivul Agrafa are altitudinea maximă de 2.154 m în vârful Voutsikaki.